# Oeralotsjka-NTMK Jekaterinenburg
Oeralotsjka-NTMK Jekaterinenburg (Russisch: Уралочка-НТМК Екатеринбург) is een volleybalclub uit Jekaterinenburg, Rusland. De naam van de club was eerst Oeralotsjka Sverdlovsk maar na het uiteenvallen van de Sovjet-Unie heette de club Oeralotsjka Jekaterinenburg. In 2002 kwam de sponsornaam NTMK erbij. Oeralotsjka is een van de topclubs in Rusland en komt uit in de Russische Super League. Daarnaast treden ze ook vaak op in de CEV Volleybal Champions League.

## Prijzen
- Russische Volleybal Super League
  - Winnaar : 1992–2005
  - Derde: 2008, 2009
- Russische Beker
  - Winnaar : 1994
- Soviet Landskampioenschap
  - Winnaar : 1978–1982, 1986–1991
  - Tweede: 1984, 1985
  - Derde: 1977, 1983
- USSR Cup
  - Winnaar : 1986, 1987, 1989
- CEV Champions League Women
  - Winnaar : 1981–1983, 1987, 1989, 1990, 1994, 1995
  - Tweede: 1988, 1991, 1996, 1997, 2000, 2003
- CEV Top Teams Cup Women
  - Winnaar : 1986
  - Tweede: 1985, 2009, 2014